# Parco naturale Gruppo di Tessa
Il parco naturale Gruppo di Tessa (Naturpark Texelgruppe in tedesco) è un'area naturale protetta dell'Alto Adige istituita nel 1976, che
occupa una superficie di 33.430 ettari nella provincia autonoma di Bolzano, prendendo il nome dal Gruppo Tessa.

## Comuni
Fanno parte del parco, i territori comunali di:
- Moso in Passiria
- Rifiano
- Tirolo
- Parcines
- San Martino in Passiria
- Naturno
- Senales
- Lagundo

## Strutture ricettive
Il Centro visite del parco naturale "Gruppo di Tessa" si trova nel comune di Naturno. Inoltre al passo del Rombo, presso una vecchia casermetta di confine del vallo alpino in Alto Adige, si trova una struttura, il Mooseum, che ospita informazioni sul parco.